# Barys Haravoj
Barys Alehavič Haravoj (in bielorusso Барыс Алегавіч Гаравой?, in russo Борис Олегович Горовой?, Boris Olegovič Gorovoj; Leningrado, 8 aprile 1974) è un allenatore di calcio ed ex calciatore bielorusso, di ruolo centrocampista.

## Statistiche

### Cronologia presenze e reti in Nazionale
| Cronologia completa delle presenze e delle reti in nazionale ― Bielorussia | Cronologia completa delle presenze e delle reti in nazionale ― Bielorussia | Cronologia completa delle presenze e delle reti in nazionale ― Bielorussia | Cronologia completa delle presenze e delle reti in nazionale ― Bielorussia | Cronologia completa delle presenze e delle reti in nazionale ― Bielorussia | Cronologia completa delle presenze e delle reti in nazionale ― Bielorussia | Cronologia completa delle presenze e delle reti in nazionale ― Bielorussia | Cronologia completa delle presenze e delle reti in nazionale ― Bielorussia |
| Data                                                                       | Città                                                                      | In casa                                                                    | Risultato                                                                  | Ospiti                                                                     | Competizione                                                               | Reti                                                                       | Note                                                                       |
| -------------------------------------------------------------------------- | -------------------------------------------------------------------------- | -------------------------------------------------------------------------- | -------------------------------------------------------------------------- | -------------------------------------------------------------------------- | -------------------------------------------------------------------------- | -------------------------------------------------------------------------- | -------------------------------------------------------------------------- |
| 7-6-1998                                                                   | Minsk                                                                      | Bielorussia                                                                | 5 – 0                                                                      | Lituania                                                                   | Amichevole                                                                 | -                                                                          |                                                                            |
| 18-8-1999                                                                  | Minsk                                                                      | Bielorussia                                                                | 0 – 2                                                                      | Russia                                                                     | Amichevole                                                                 | -                                                                          |                                                                            |
| 26-4-2000                                                                  | Andorra la Vella                                                           | Andorra                                                                    | 2 – 0                                                                      | Bielorussia                                                                | Amichevole                                                                 | -                                                                          |                                                                            |
| Totale                                                                     |                                                                            | Presenze                                                                   | 3                                                                          |                                                                            | Reti                                                                       | 0                                                                          |                                                                            |